# Hiéroglyphe égyptien N12
Le croissant de lune avec un demi disque en hiéroglyphes égyptiens, est classifié dans la section N « Ciel, terre, eau » de la liste de Gardiner ; il y est noté N12.

## Représentation
Il représente un croissant de lune au centre duquel se trouve un demi disque tourné vers le bas ou à la verticale. Il est renversé verticalement au début du règne d'Ahmosis (-1550/-1525) jusqu'à une date entre l'an 18 et 22 de son règne. Peut être pour noter que l'Égypte n'est pas encore réunifiée ou pour indiquer la minorité donc la régence du roi. Il est translittéré jˁḥ.

## Utilisation
| N11 |

| N11 |

| i | a | H | N12 |

| i | a | H | N12 |

| F42 |

| F42 |